# Принцесса и лягушка
«Принцесса и лягушка» (англ. The Princess and the Frog) — 49-й по счёту полнометражный анимационный фильм студии Уолта Диснея по книге Элизабет Бэйкер. Первый после продолжительного перерыва полнометражный фильм студии, выполненный в технике традиционной (рисованной) анимации. Режиссёры мультфильма — Джон Маскер и Рон Клементс («Русалочка», «Аладдин» и другие), композитор — Рэнди Ньюман. Фильм продолжает традиции диснеевских мультфильмов-мюзиклов.
25 ноября 2009 года мультфильм вышел в ограниченный прокат в США, а 11 декабря — в широкий прокат.
Мультфильм был номинирован на премии «Золотой глобус» и «Оскар» в номинации «Лучший полнометражный мультипликационный фильм».

## Сюжет
Официантка Тиана, живущая во Французском квартале Нового Орлеана, c детства любила готовить. Её отец, Джеймс, привил ей любовь к кулинарии, и они часто проводили время вместе на кухне. У девушки была мечта — открыть свой ресторан, и она трудилась днём и ночью, чтобы заработать достаточно. Её отец погиб в Первой мировой войне, но Тиана продолжала прикладывать усилия, как её учил Джеймс.
На традиционный бал по случаю праздника Марди Гра приезжает Навин, молодой и весёлый принц Мальдонии. Он остаётся, как почётный гость, но связывается с колдуном вуду, доктором Фасилье, который превращает его в лягушку. Позднее Навин встречает Тиану, переодетую в маскарадный костюм принцессы, и просит её поцеловать его. Таким образом чары развеются, и он (то есть Навин) вернётся в прежнее состояние. Тиана целует его, но так как она делает это без любви в сердце, а просто из корысти к обещаниям в обмен на помощь, заклинание срабатывает наоборот, и Тиана сама превращается в лягушку. Вместе с Навином они сбегают от преследовавшей их собаки.
Блуждая по болотам, Тиана и Навин встречают аллигатора Луи, обожающего джаз и играющего на трубе, а также весёлого светлячка Рэя, влюблённого в звезду на ночном небе, которую он зовёт Эванджелиной. Новые друзья узнают о их проблеме и с удовольствием помогают им. Все вместе они направляются к старой и удивительно добродушной, но ужасно странной колдунье вуду, Оди, обитающей в «самом далёком, самом тёмном уголке поймы Миссисипи». В процессе её поисков Навин и Тиана всё больше нравятся друг другу.
Тиана научила Навина нарезке (ведь раньше за него всё делала прислуга), а Навин в ответ научил Тиану танцевать. В старой рыбацкой лодке, подвешенной вверх дном на гигантском дереве, Мама Оди и её ручная змея Жужу снимают порчу, заговоры и заклятья для всех нуждающихся. Колдунья находит способ помочь Тиане и Навину снова стать людьми. На пароме они возвращается в Новый Орлеан, потому что теоретически, по рассказам Мамы Оди, снять заклятие может поцелуй подружки Тианы с детства — Шарлотты, которая на время является принцессой парада, поскольку её отец, мистер Эли Ля Бафф, будет королём.
Навин хотел сделать Тиане предложение, так как понял, что любит её: смастерил ей обручальное кольцо и устроил романтический ужин, но видя, что Тиана так охвачена своей мечтой, не решился сказать ей о своих чувствах. В городе их находит доктор Фасилье, стремящийся получить кровь Навина, чтобы замаскировать под него своего помощника Лоренса — завистливого бывшего лакея Навина. Колдун и его тени ищут героев. Рэй уничтожает тени своим светом, но Фасилье убивает его и пытается уговорить Тиану встать на его сторону в обмен на её прежний вид и исполнение её мечты, на что та отказывается.
Тогда колдун пытается убить девушку в облике лягушки, но она разбивает амулет превращения, который Фасилье позаимствовал у духов. Последние прибывают, запугивают его и забирают к себе в преисподнюю, оставив последнее напоминание о колдуне — могильный камень. В конце фильма Тиана и Навин играют свадьбу, снимают наложенное доктором Фасилье проклятье и вместе обустраивают ресторан «Дворец Тианы».
Исполнив свою давнюю мечту, Тиана становится владелицей ресторана, где Луи играет джаз с другими исполнителями, а Рэй присоединяется к своей возлюбленной на ночном небе — он сам стал звездой.

## Персонажи
- Тиана/Тиа (англ. Tiana/Tia) — главная героиня фильма и 19-летняя официантка из Нового Орлеана. Она мечтает не о далёких странах и не о небесных замках, а о вполне определённых вещах: об успешном ресторанном бизнесе. Она — привлекательная и независимая афроамериканка, упорная и работящая, но при этом добрая и всегда готовая прийти на помощь другу. Она любит свою мать, дорожит памятью об отце и верит, что каждый может добиться своей цели, хотя путь будет нелёгок[7].
  - Первоначально, Тиана должна была иметь имя «Мэдди»[8]. При создании Тианы Марк Хенн, аниматор студии Disney, использовал внешности и характеры предыдущих принцесс Дисней, таких, как Ариэль («Русалочка»), Белль («Красавица и Чудовище») и Жасмин («Аладдин»)[9]. «Она более ранима, чем кажется, поэтому её хочется приободрить или утешить, — говорит Марк Хенн. — Героини наших фильмов изменились со временем. Раньше это были просто „принцессы в беде“, как Белоснежка — жертвы несчастных событий, не обладавшие властью над своей судьбой. В таких героинь было просто влюбиться. Тиана — совсем другая история; у неё есть цель, сильная мотивация, она способна принимать решения, и именно это делает её интересной и привлекательной»[10].
  - Элизабет Дампье озвучивает Тиану в детстве.
- Навин (англ. Naveen) — 20-летний принц из далёкого королевства Мальдонии, привлечённый блеском и роскошью Нового Орлеана. Избалованный и безответственный молодой человек. Однако его неотразимое обаяние и оптимизм пленяют всех окружающих. Помимо всего прочего, он страстно увлечён джазом, который расцветает в городе.
  - Рэнди Хэйкок, аниматор студии Disney, стал ведущим аниматором Навина, как в образе человека, так и в образе лягушки[11]. «У Диснея существует многолетняя традиция принцев, но всем им не хватает характера, — объясняет Рэнди Хэйкок. — Они — только функции, объект любви принцессы. У нас ни разу не было принца, который бы серьёзно повлиял на героиню; всегда была любовь с первого взгляда. На этот раз мы взяли за основу принцип романтической комедии, когда после первой встречи парень и девушка совсем не нравятся друг другу. Как и у многих людей, недостатки Навина — логичное продолжение его достоинств. У героини тоже есть недостаток — она не умеет по-настоящему ценить жизнь. Она не умеет радоваться, и этому её научит Навин. Он покажет ей, как важно порой остановиться, оглядеться и насладиться тем, что вокруг. Веселиться, радоваться тому, что у тебя есть»[10].
- Луи (англ. Louis) — болотный джазмен и гуляка. Обаятельный аллигатор, страстный любитель музыки и трубач (на сленге 1950-х годов, аллигатор-джазмен, тот, кто разбирается в джазе), чьи неуклюжие попытки помочь Тиане и Навину добавляют комичности их приключениям.
  - Анимацией Луи занимался аниматор студии Disney, Эрик Голдберг[11], получивший за это премию «Энни»[12]. «Он — интриган, и ему постоянно нужно внимание, — говорит Эрик Голдберг. — Он — сплошной комок комплексов. Но у него есть талант — играть джаз, и когда он играет джаз, мы понимаем, каков он на самом деле»[10].
- Рэймонд/Рэй (англ. Raymond/Ray) — вальяжный влюблённый каджунский светлячок. Он лучится южным обаянием, изящным юмором и романтической страстью к Эванджелине, самой красивой «светлячихе» на всём белом свете (это отсылка к поэме Генри Лонгфелло, написанной в XIX веке).
  - Аниматором Рэя стал аниматор студии Disney, Майк Сарри[11]. «Рэй — романтик, — рассказывает он. — В этом он похож на Навина и Тиану, но, в отличие от них, он не стесняется выражать свою любовь открыто и беззаботно. Сложно не сопереживать такому герою. Он воплощает идею всепобеждающей любви — этот неуклюжий, беззубый, нелепый малыш»[10].
- Доктор Фасилье/Человек-тень (англ. Doctor Facilier/The Shadow Man) — главный антагонист мультфильма. Хитрый мошенник, таинственный и грозный некромант вуду, который несёт нешуточную угрозу принцу Навину и Тиане. Этот ловкий делец, алхимик, «доктор» и знахарь пользуется волшебными заклинаниями и «потусторонними связями», чтобы добиваться своих загадочных и опасных целей.
  - Анимацией Фасилье занимался аниматор студии Disney, Брюс Смит, который при создании колдуна использовал образы и характеры его любимых злодеев диснеевских мультфильмов: капитана Крюка («Питер Пэн») и Стервеллы Де Виль («Сто один далматинец»)[13]. «Он музыкален, он опасен, высок, поджар и худ. Умеет быть обаятельным. Он красив и грациозен. Всё это редко встречается в злодеях, особенно в современной анимации, — говорит Брюс Смит. — Всегда приятно, когда тебе поручают злодея. На злодее часто держится весь фильм, с ним происходит всё самое интересное. К счастью, в данном случае мне достался уникальный — даже великий злодей»[10].
- Шарлотта «Лотти» Ля Бафф (англ. Charlotte "Lottie" La Bouff) — избалованная, капризная и вспыльчивая дочь Эли Ля Баффа. Её отец души не чает в своей голубоглазой дочери-блондинке и всегда готов осыпать её подарками и модными платьями, а также выполнить любую её фантазию, включая замужество за принцем, даже если ради этого надо поцеловать несколько лягушек. С детства Шарлотта дружит с Тианой, дочерью лучшей в городе швеи. Эта дружба продолжает объединять их и во взрослой жизни.
  - Анимацией Шарлотты занимался аниматор студии Disney, Ник Раньери[11]. Дженнифер Коди также получила премию Энни за исполнение роли Шарлотты[12].
  - Бринна Брукс озвучивает Шарлотту в детстве.
- Мама Оди (англ. Mama Odie) — бойкая на язык, эксцентричная и мудрая 197-летняя добрая волшебница. Королева Протоков, которая помогает Тиане и Навину снять заклятье доктора Фасилье. Она обитает в «самом далёком, самом тёмном уголке поймы Миссисипи». В старой рыбацкой лодке, подвешенной вверх дном на гигантском дереве, Мама Оди и её ручная змея Жужу снимают порчу, заговоры и заклятья для всех нуждающихся.
  - Анимацией Мамы Оди и Джуджу занимался аниматор студии Disney, Андреас Дежа, за что был номинирован на премию Энни[12][14]. Образ Мамы Оди частично был срисован авторами фильма со знаменитой новоорлеанской рассказчицы Колин Салли, преподававшей детскую литературу в Новоорлеанском университете[10]. «Меня совершенно унесло от Мамы Оди, — рассказывает Андреас Дежа. — Эта дряхлая слепая чудачка, змея-поводырь и всё, что их окружает, было просто ни на что не похоже»[10].
- Лоренс (англ. Lawrence) — валет принца Навина и типичный козёл отпущения. Его жизнь, как говорится, не сахар, но когда доктор Фасилье превращает Навина в лягушку, его жизнь кардинально меняется, и он решает помогать доктору Фасилье в его коварном плане. 
  - Анимацией Лоренса занимался аниматор студии Disney, Энтони ДеРоуза. При создании образа Лоренса он использовал образ мистера Сми из «Питера Пэна»[15].

## Роли озвучивали
| Действующее лицо   | Исполнитель           |
| ------------------ | --------------------- |
| Тиана              | Аника Нони Роуз       |
| Принц Навин        | Бруно Кампос          |
| Доктор Фасилье     | Кит Дэвид             |
| Луи                | Майкл-Леон Вули       |
| Шарлотта Ля Бафф   | Дженнифер Коди        |
| Рэй                | Джим Каммингс         |
| Лоренс             | Питер Бартлетт        |
| Мама Оди           | Дженифер Льюис        |
| Эудора             | Опра Уинфри           |
| Джеймс             | Терренс Ховард        |
| Эли Ля Бафф        | Джон Гудмен           |
| Тиана в детстве    | Элизабет Дампье       |
| Шарлотта в детстве | Бринна Брукс          |
| Реджи              | Ричи Монтгомери       |
| Дарнелл            | Дон Холл              |
| Два Пальца         | Пол Бриггс            |
| Генри Феннер       | Джерри Кирньен        |
| Харви Феннер       | Кори Бёртон           |
| Буфорд             | Майкл Коляр           |
| Марлон             | Эмерил Лагасси        |
| Йен                | Кевин Майкл Ричардсон |
| Кузен Рэнди        | Рэнди Ньюман          |
| Джорджия           | Даниэль Моне Трюитт   |

## Создание
В 2006 году, возглавив студию Walt Disney Animation, Джон Лассетер и Эд Кэтмалл поняли, что традиционная техника диснеевской анимации не утратила своих достоинств ни как искусство, ни как средство развлечения. Хотя слава пришла к Лассетеру как к первопроходцу компьютерной анимации, его любовь распространяется не только на эту область. Он вырос на традиционной анимации, которую Дисней изобрёл, развивал и пестовал на протяжении десятилетий, превратив в отдельную форму искусства.
В процессе проработки сюжета вся творческая группа фильма посетила Луизиану во время фестиваля Марди Гра, путешествовала на пароходе Natchez, проехалась на трамвае по авеню Сент-Шарль и т. п. Все это помогло обогатить фильм массой достоверных деталей.

## Съёмочная группа
- режиссёры: Рон Клементс, Джон Маскер
- авторы сценария: Рон Клементс, Роб Эдвардс, Грег Эрб
- продюсеры: Питер Дел Вечо, Пол Д. Ланум, Джон Лассетер
- композитор: Рэнди Ньюман

## Прокат
Премьера фильма в Бразилии, Гане и Канаде состоялась 11 декабря 2009 года, в Австралии, Камеруне и России — 1 января 2010 года, в Нигере, Республике Корея и Хорватии — 21 января 2010 года.